# Victor Horta

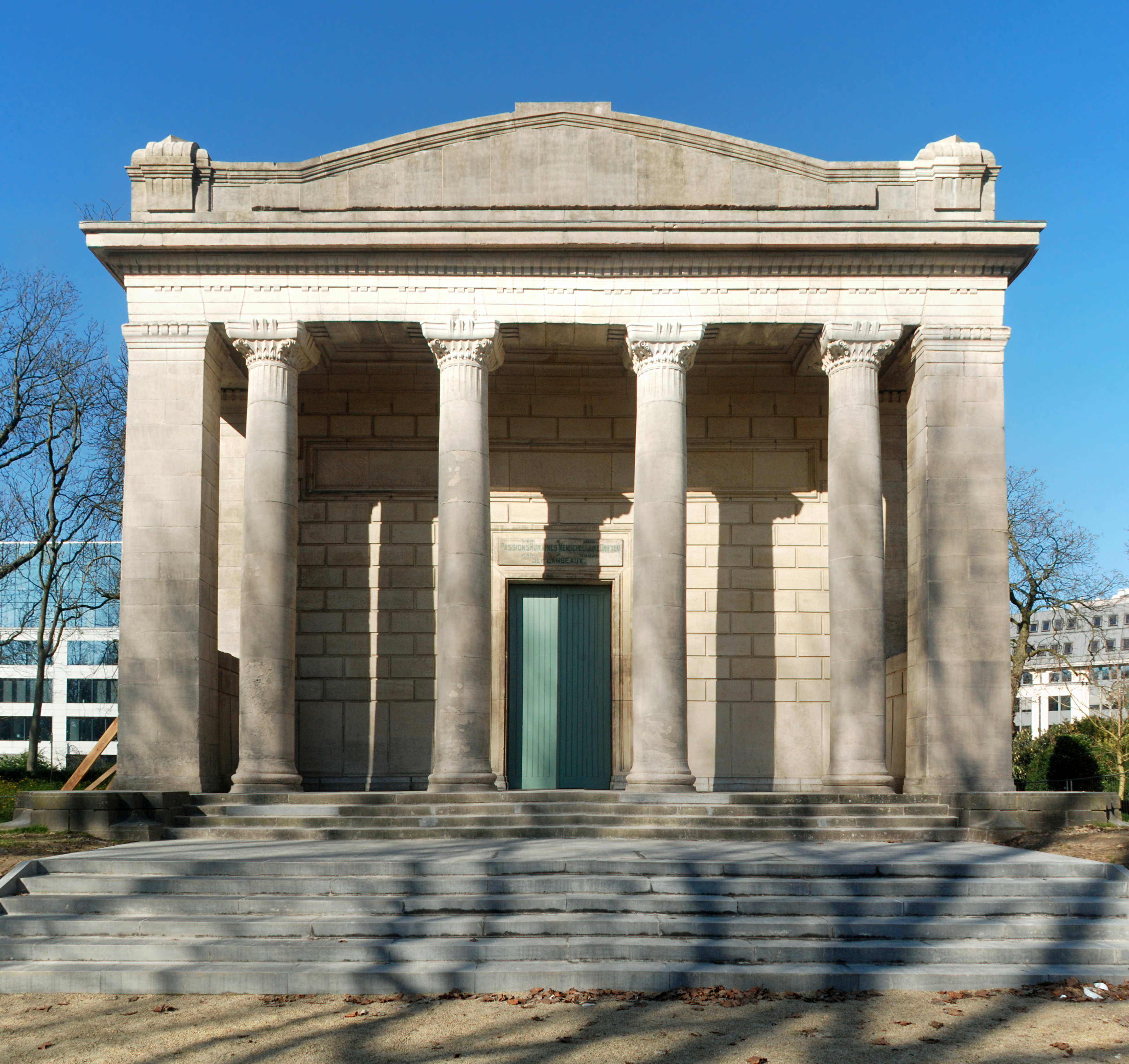
Palais des Beaux-Arts din Bruxelles

Victor Horta (n. 6 ianuarie 1861, Gent - d. 9 septembrie 1947, Etterbeek) a fost un arhitect și designer belgian. Este descris de John Julius Norwich ca fiind „fără îndoială arhitectul european cheie al [mișcării artistice] Art Nouveau”. Horta este unul dintre cele mai importante nume în arhitectura Art Nouveau.

## Biografie, operă
Construirea clădirii Hôtel Tassel din Bruxelles în perioada 1892–1893 are semnificația de a reprezenta, foarte probabil, pentru prima dată, trecerea stilului de la arte decorative și realizarea de artefacte la arhitectură, respectiv realizarea concretă de clădiri în maniera stilului. Arhitectul francez Hector Guimard a fost semnificativ influențat de opera lui Horta, fiind unul dintre cei care a continuat să răspândească stilul whiplash (cum a fost adesea numit), atât în Franța cât și în alte țări.

## Listă (incompletă) de lucrări
- 3 case (Twaalfkameren 49, 51 și 53, Gent (design), 1885)
- Temple of Human Passions (Cinquantenaire Park, Bruxelles, monument protejat din 1976, 1889)
- Maison Matyn (rue de Bordeauxstraat 50, 1060 Saint-Gilles, 1890)
- Renovări și decorațiuni interioare la rezidența din Bruxelles a lui Henri van Cutsem, (Kunstlaan / Avenue des Arts 16, Saint-Josse-ten-Noode, astăzi Muzeul Charlier, 1890)
- Hôtel Tassel (rue Paul-Emile Jansonstraat 6, Bruxelles, 1892-1893)
- Maison Autrique (Haachtsesteenweg/Chaussée de Haecht 266, Schaerbeek, 1893)
- Hôtel Winssinger (Munthofstraat / rue de l'Hôtel de la Monnaie 66, Saint-Gilles, 1894)
- Hôtel Frison (rue Lebeaustraat 37, Bruxelles, 1894)
- Atelier for Godefroid Devreese (Vleugelstraat / rue de l'aile 71, Schaerbeek, (modificat), 1894)
- Hôtel Solvay (Avenue Louise 224, Bruxelles, 1894)
- Interior decoration of the house of Anna Boch (Boulevard de la Toison d'Or / Guldenvlieslaan 78, Saint-Gilles (demolată), 1895)
- Hôtel van Eetvelde (Avenue Palmerstonlaan 2/6, Bruxelles, 1895-1898)
- Maison du Peuple / Volkshuis (place Vanderveldeplein, Bruxelles, demolată în 1965, 1896-1898)
- Kindergarten/Grădiniăță de copii (rue Sainte-Ghislaine / Saint-Gisleinstraat 40,  Bruxelles, 1897-1899)
- Casa și atelierul Victor Horta (rue Américaine / Amerikaansestraat 23-25, Saint-Gilles, astăzi muzeul dedicat artistului, Muzeul Horta, 1898-1900)
- Maison Frison "Les Épinglettes" (avenue Circulaire / Ringlaan 70, Uccle, 1899)
- Hôtel Aubecq (Avenue Louise 520, Bruxelles, demolat în 1950, 1899)
- Villa Carpentier (Les Platanes, Doorniksesteenweg 9-11, Ronse, 1899-1903)
- Extensia clădirii [cunoscute ca] Maison Furnémont (rue Gatti de Gamondstraat 149, Uccle, 1900)
- Department store, A l'Innovation (rue Neuve 111, Bruxelles, distrusă de un incendiu în 1967, 1900)
- Casa și atelierul sculptorului Fernant Dubois (Avenue Brugmannlaan 80, Forest, Belgia, 1901)
- Casa și atelierul sculptortorului Pieter-Jan Braecke (rue de l'Abdication / Troonafstandstraat 51, Bruxelles, 1901)
- Hôtel Max Hallet (Avenue Louise 346, Bruxelles, 1902)
- Monumentul funerar al compozitorului Johannes Brahms (din cimitirul "Zentralfriedhof", Viena, în colaborare sculptorul austriac Ilse Conrat, 1903)
- Magasins Waucquez (rue du Sable / Zandstraat 20 în Bruxelles, din 1989 redenumit Belgian Centre for Comic Strip Art, 1903)
- Casa criticului de artă Sander Pierron (rue de l'Acqueduc / Waterleidingsstraat 157 în Ixelles, 1903)
- Grand Bazar Anspach (Bisschopsstraat / rue de l'Evêque 66, Bruxelles, demolată, 1903)
- Maison Emile Vinck (rue de Washingtonstraat 85, Ixelles, convertită în anul 1927 de către arhitectul A. Blomme, 1903)
- Department store, A l'Innovation (Chausée d'Ixelles / Elsenesteenweg 63-65 în Ixelles, clădire convertită, 1903)
- Gym for the boarding school "Les Peupliers" (Vilvoorde, 1904)
- Villa Fernand Dubois (rue Maredretstraat, Sosoye, 1905)
- Spitalul Brugmann (Place A. Van Gehuchtenplein in Jette; (First design; opened in 1923)1906)
- Magasins Hicklet (Nieuwstraat / rue Neuve 20, Bruxelles, 1907)
- Wolfers Jewellers Shop (rue d'Arenberg / Arenbergstraat 11-13, Bruxelles, 1909)
- House for dr. Terwagne (Van Rijkswijcklaan 62, Antwerp, 1910)
- Magasins Absalon (rue Saint-Christophe / Sint-Kristoffelstraat 41, Bruxelles, 1911)
- Maison Wiener (Sterrekundelaan / avenue de l'Astronomie, Saint-Josse-ten-Noode, demolata, 1911)
- Gara Centrală din Bruxelles (first designs; completed by Maxime Brunfaut and inaugurated in 1952), 1912)
- Centre for Fine Arts (rue Ravensteinstraat, Bruxelles, first design; opened in 1928, 1920)
- Belgian pavilion' at the  Exposition Internationale des Arts Décoratifs et Industriels Modernes (Paris, 1925)
- Musée des Beaux-Arts Tournai (Tournai, 1928)

Victor Horta se odihnește în cimitirul Ixelles, Bruxelles.

## Galerie de imagini

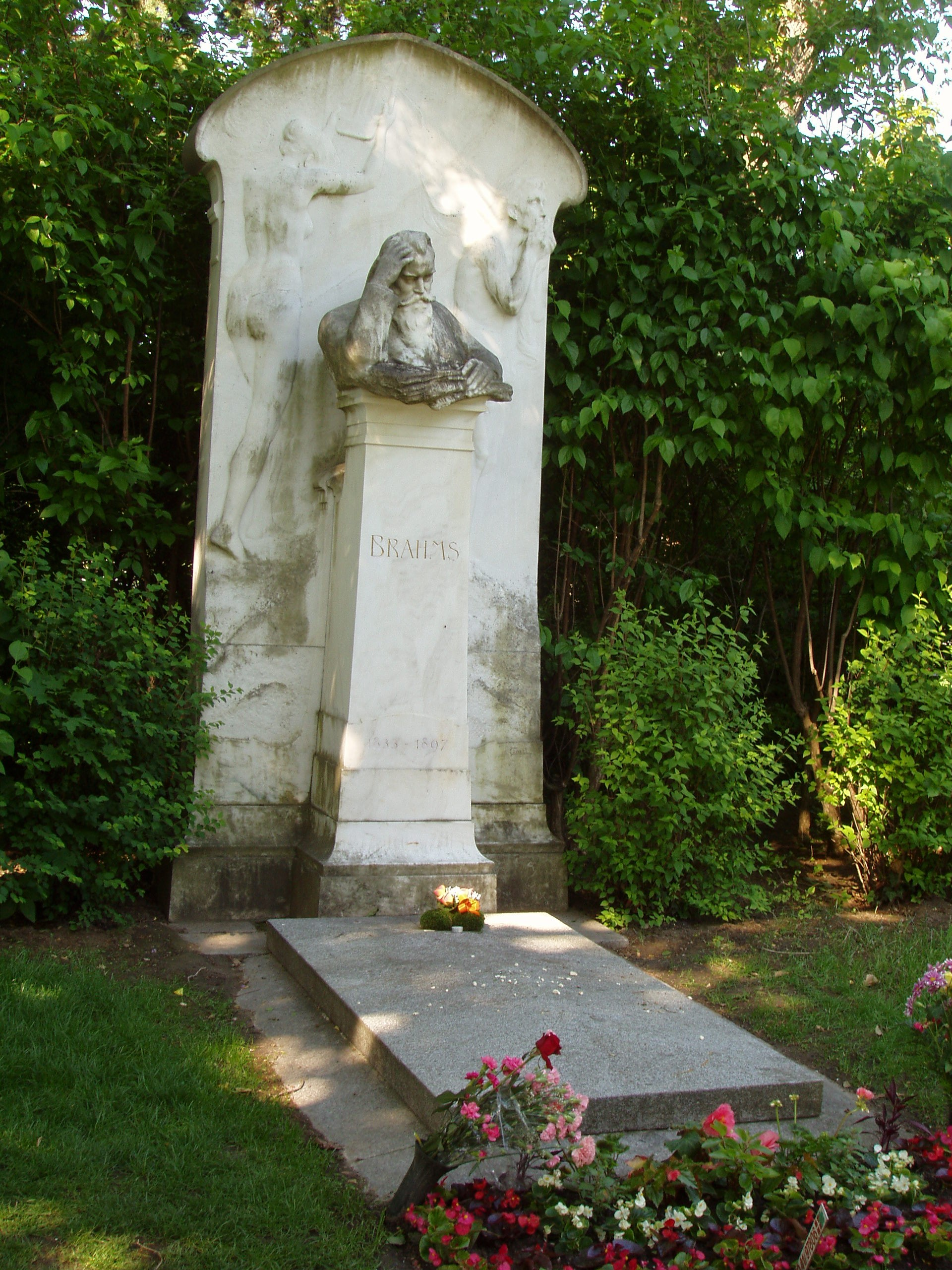
Mormântul lui Brahms, Zentralfriedhof, Viena (desingnul gravării aparține lui Horta)
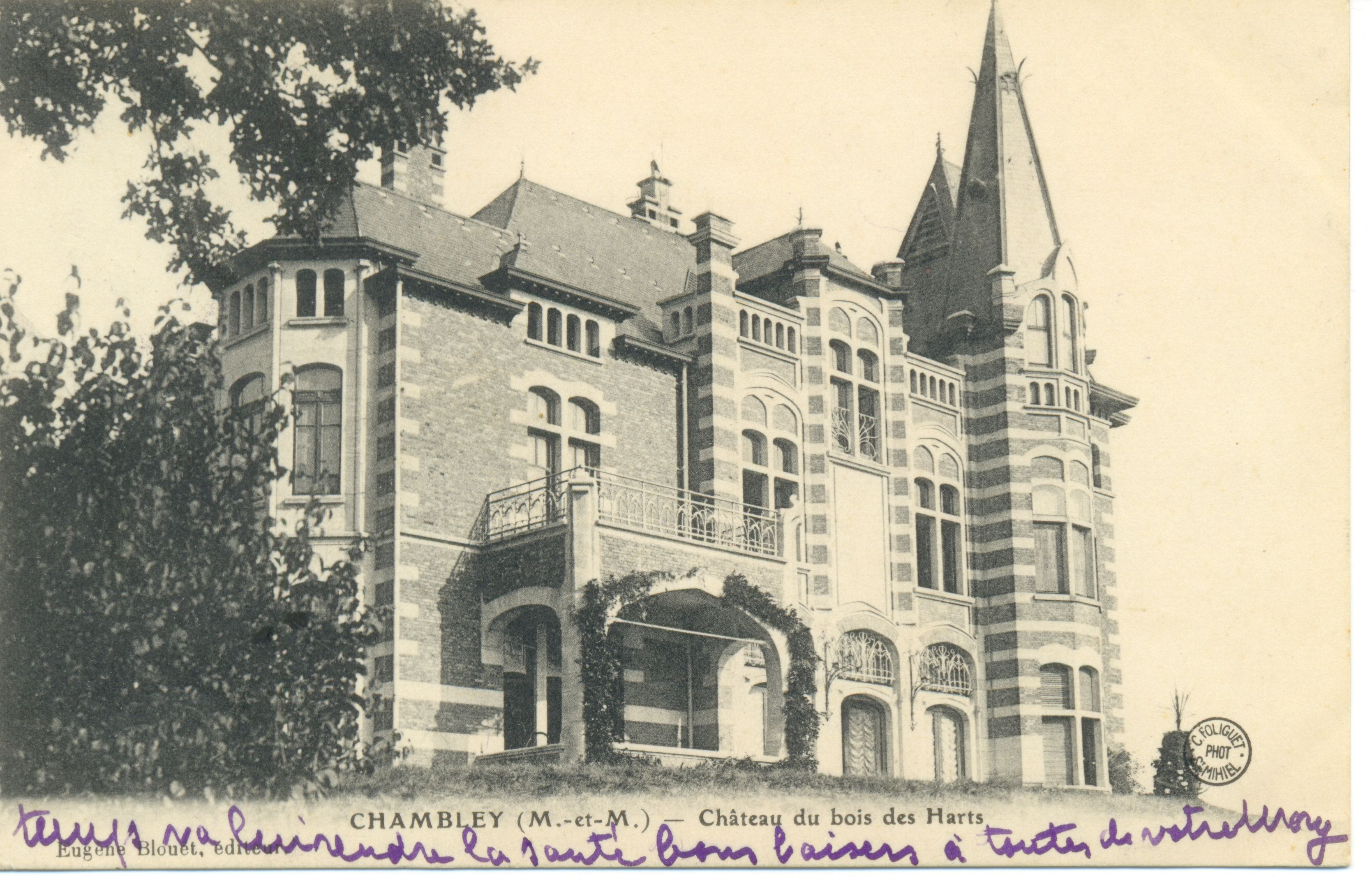
Château de Chambley (distrus), Meurthe et Moselle, Franța
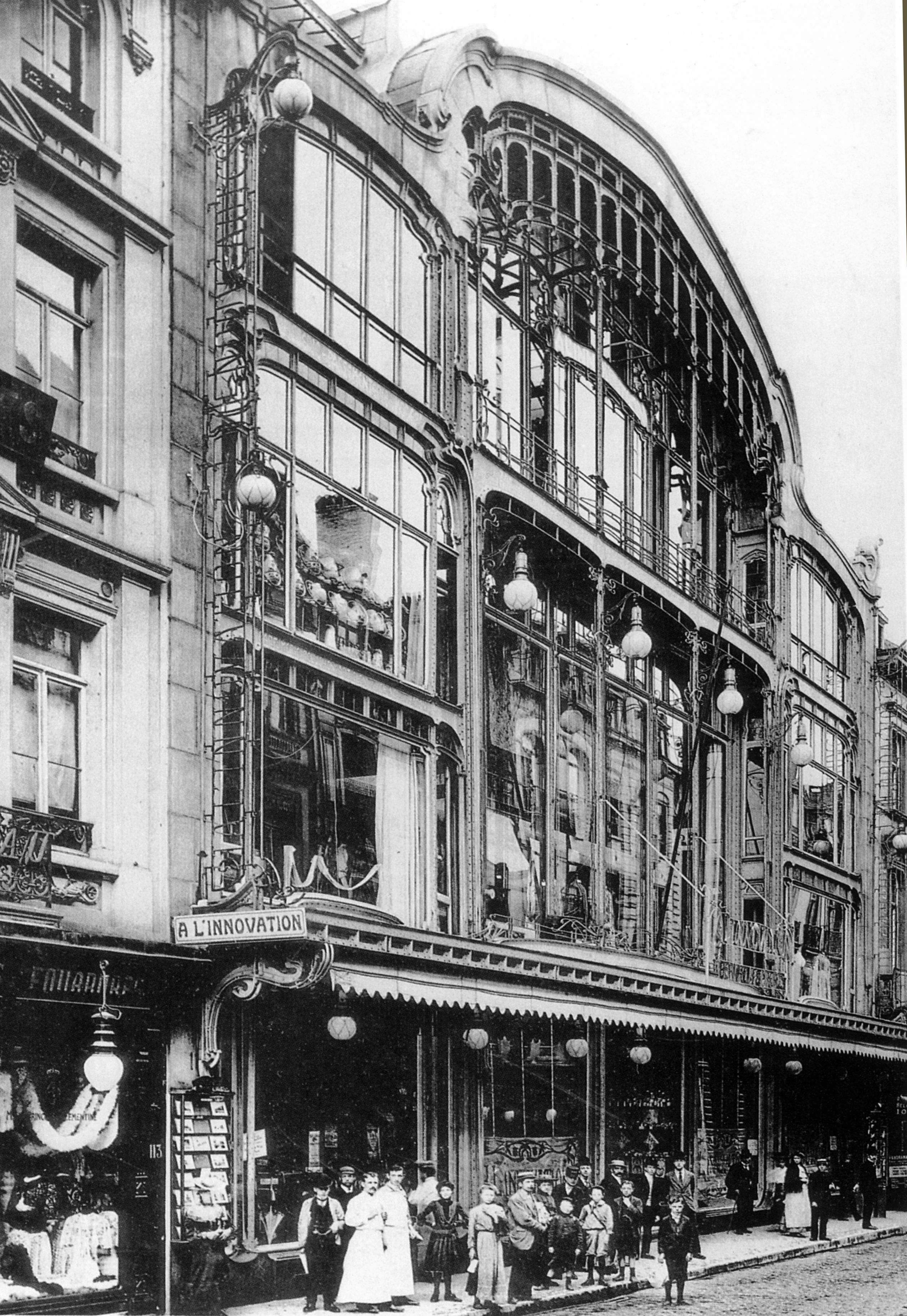
Magazinul A L’Innovation (distrus), Bruxelles
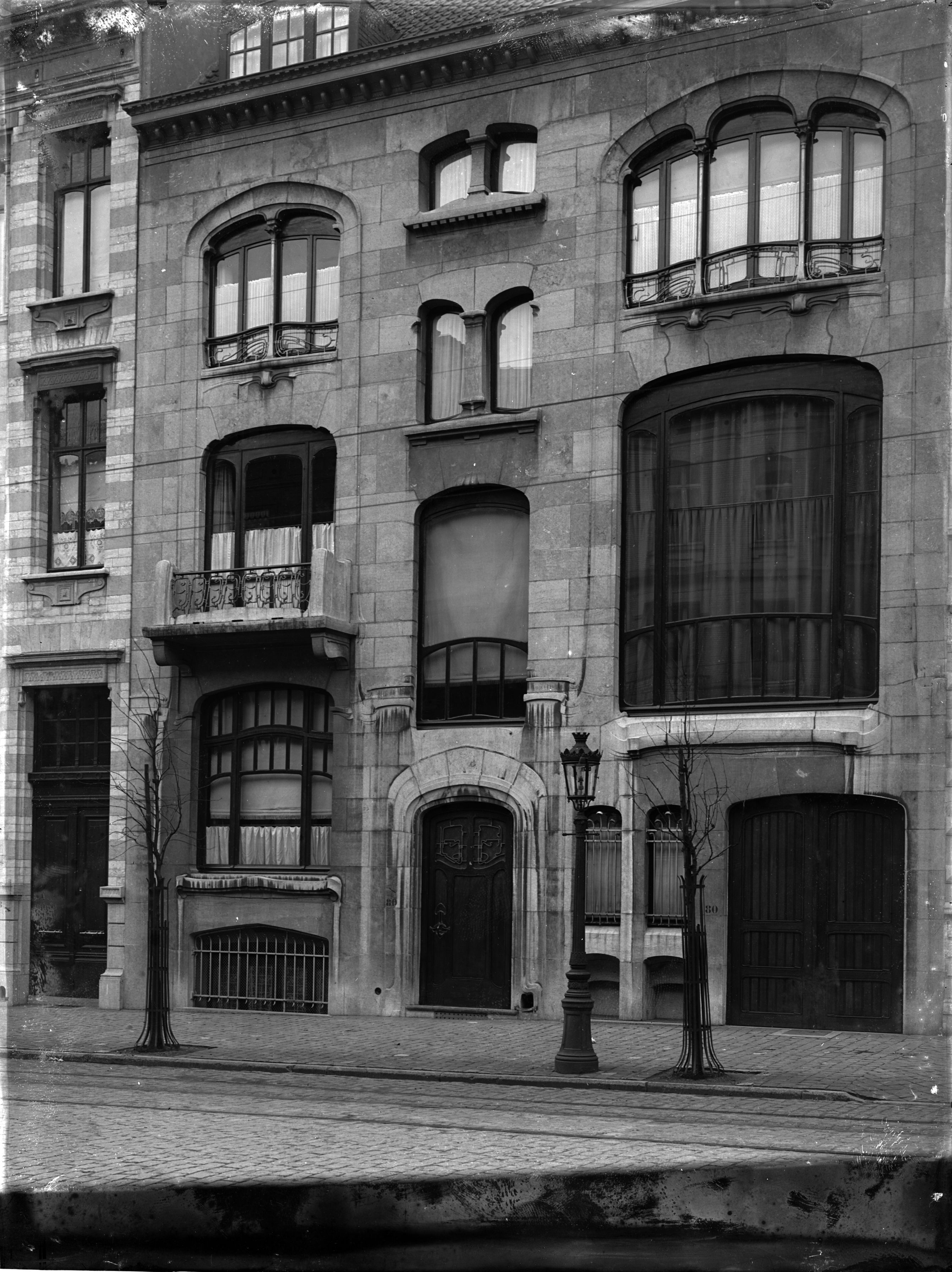
Casa Dubois - 80, avenue Brugmann, 1190, Bruxelles